# Psychotria lawrancei
Psychotria lawrancei är en måreväxtart som beskrevs av Paul Carpenter Standley. Psychotria lawrancei ingår i släktet Psychotria och familjen måreväxter. Inga underarter finns listade i Catalogue of Life.